# Arcidiocesi di Perge

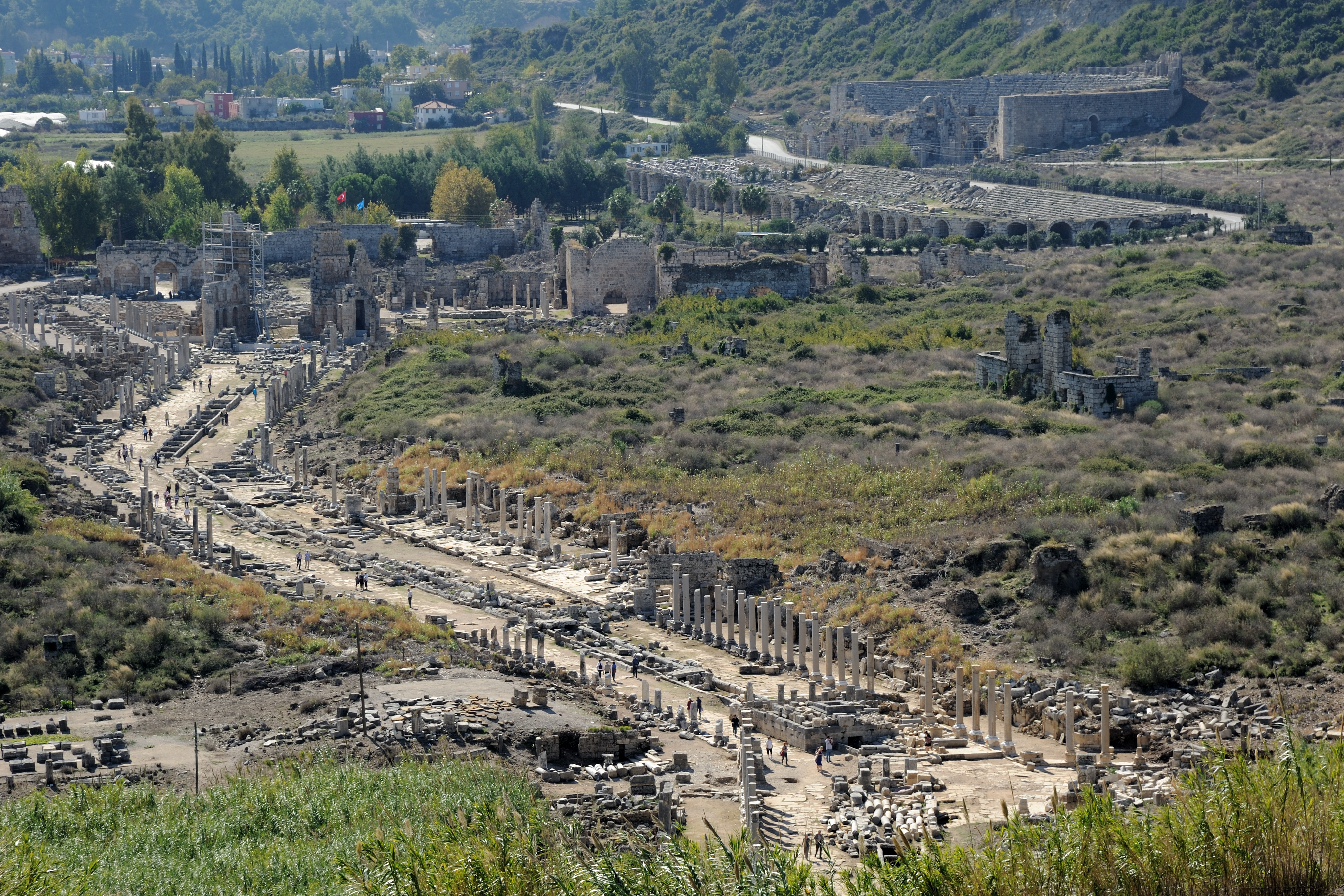
Vista aerea del sito archeologico di Perge.

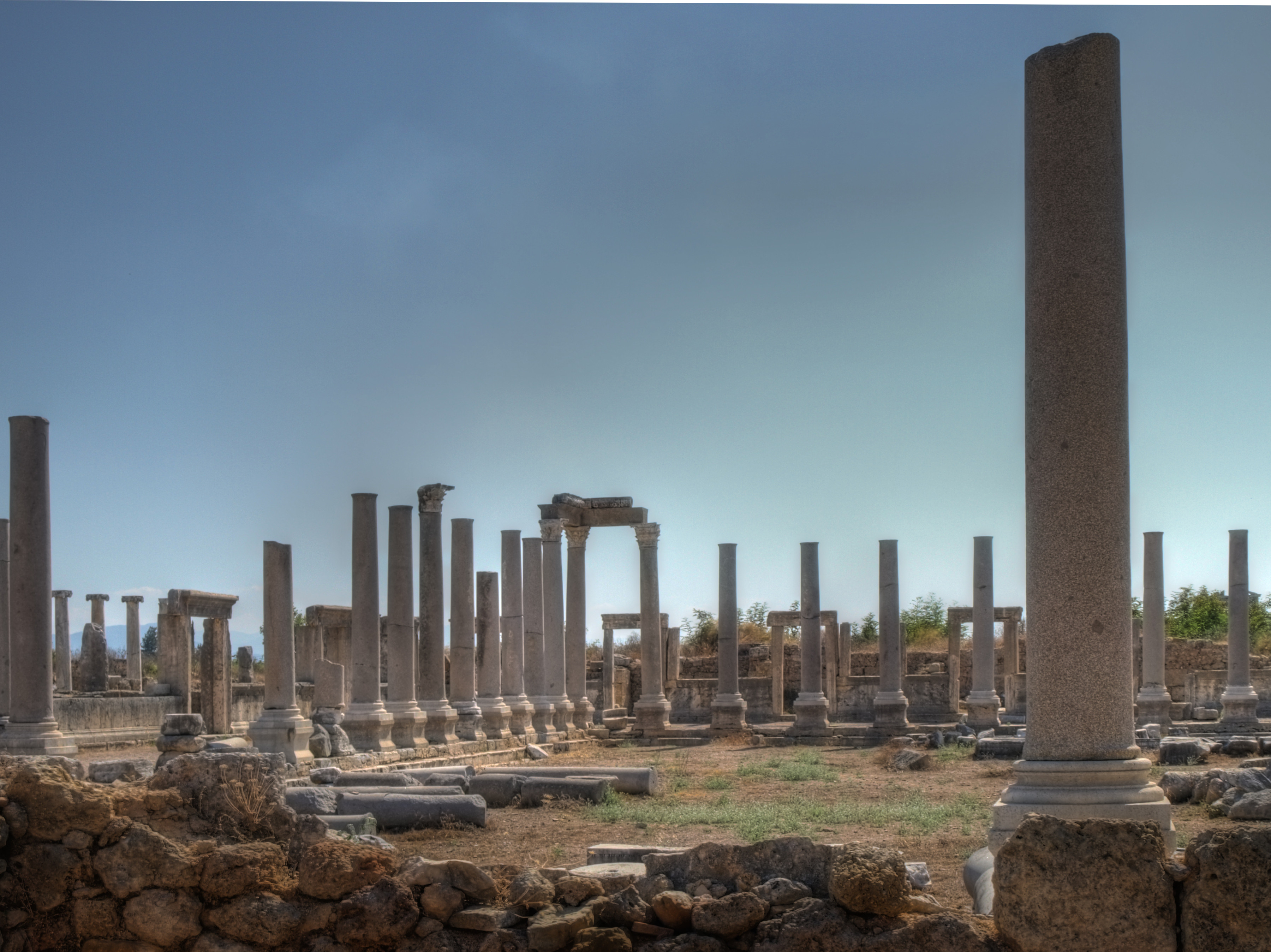
L'agorà di Perge.

L'arcidiocesi di Perge (in latino Archidioecesis Pergensis) è una sede soppressa del patriarcato di Costantinopoli e una sede titolare della Chiesa cattolica.

## Storia
Perge, corrispondente al villaggio di Murtana nell'odierna Turchia, 15 km. ad est di Adalia, è l'antica sede metropolitana della provincia romana della Panfilia Seconda nella diocesi civile di Asia e nel patriarcato di Costantinopoli.
La comunità cristiana di Perge risale agli albori del cristianesimo. La città infatti è menzionata due volte nel libro degli Atti degli Apostoli (13,13 e 14,24-25): fu visitata ed in essa predicarono gli apostoli Paolo e Barnaba, durante il primo viaggio missionario dell'Apostolo.
Fino alla fine del IV secolo Perge fu la sola sede metropolitana della Panfilia; in seguito alla divisione amministrativa della regione in due province, sorse con l'imperatore Teodosio I la metropolia di Side, distaccata da quella di Perge.
Le Quien attribuisce a questa antica arcidiocesi undici prelati nel primo millennio: Epidauro, presente al concilio di Ancira (attuale Ankara) nel 314; Callinico al primo concilio di Nicea nel 325; Veraniano (o Bereniano), a Costantinopoli (426) e a Efeso nel 431; Epifanio al brigantaggio di Efeso (449), al concilio di Calcedonia (451), e firmatario della lettera dei vescovi della provincia all'imperatore Leone I (458); Ilariano, al sinodo di Costantinopoli del 536; Eulogio, al concilio di Costantinopoli nel 553; Apergio, condannato come monotelita al concilio di Costantinopoli del 680; Giovanni I, che prese parte allo stesso concilio del 680 e a quello in Trullo nel 692; Sisinnio, nel 754 circa, iconoclasta, condannato al secondo concilio di Nicea nel 787, dove fu presente Costanzo; infine Giovanni II, al concilio di Costantinpoli dell'869.
La sigillografia ha restituito i nomi di due vescovi, Eutimio e Teodoro, i cui sigilli sono databili tra X e XI secolo.
Nella Notitia Episcopatuum dello pseudo-Epifanio, composta durante il regno dell'imperatore Eraclio I (circa 640), la sede di Perge è elencata al 25º posto nell'ordine gerarchico delle metropolie del patriarcato di Costantinopoli e le sono attribuite 18 diocesi suffraganee. Nella Notitia attribuita all'imperatore Leone VI (inizio X secolo) Perge è scesa al 26º posto fra le metropolie del patriarcato, conservando ancora 18 diocesi suffraganee. L'arcidiocesi è menzionata in tutte le Notitiae del patriarcato fino al XIV secolo.
Alcune Notitiae, a partire dal IX secolo, indicano la sede di Perge unita a quella di Silio; questa segnalazione si trova già negli atti del concilio di Nicea del 787. Nel concilio dell'869, Giovanni II si firmò come metropolita di Perge e Silio.
Dal XVIII secolo Perge è annoverata tra le sedi arcivescovili titolari della Chiesa cattolica; la sede è vacante dal 3 gennaio 1970.

## Cronotassi

### Arcivescovi greci
- Epidauro † (menzionato nel 314 circa)
- Callinico † (menzionato nel 325)
- Veraniano (o Bereniano) † (prima del 426 - dopo il 431)
- Epifanio † (prima del 449 - dopo il 458)
- Ilariano † (menzionato nel 536)
- Eulogio † (menzionato nel 553)
- Apergio † (prima del 680)[8]
- Giovanni I † (prima del 680 - dopo il 692)[9]
- Sisinnio † (prima del 754 - dopo il 763)[10]
- Costanzo o Costantino † (menzionato nel 787)[11]
- Giovanni II † (prima dell'867/8 - dopo l'879)[12]
- Eutimio † (X secolo)
- Teodoro † (XI secolo)

### Arcivescovi titolari
- Ercole Michele d'Aragona † (26 settembre 1725 - luglio 1735 deceduto)
- Cristóbal Almeida † (26 settembre 1735 - ? deceduto)
- Juan Portugal de la Puebla † (21 luglio 1760 - 29 marzo 1762 nominato arcivescovo, titolo personale, di Mantova)
- Juan Portugal de la Puebla † (29 gennaio 1770 - 4 marzo 1771 nominato patriarca di Costantinopoli) (per la seconda volta)
- Francesco Maria Piccolomini † (27 gennaio 1772 - 28 gennaio 1784 deceduto)
- Filippo Casoni † (21 febbraio 1794 - 26 marzo 1804 nominato cardinale presbitero di Santa Maria degli Angeli)
- Luigi Bottiglia Savoulx † (13 marzo 1826 - 1º agosto 1834 nominato cardinale presbitero di San Silvestro in Capite)
- Gaetano Baluffi † (21 aprile 1845 - 21 settembre 1846 nominato arcivescovo, titolo personale, di Imola)
- Alerame Maria Pallavicini (7 luglio 1848 - 12 ottobre 1867 deceduto)
- François-Alexandre Roullet de la Bouillerie † (21 marzo 1873 - 8 luglio 1882 deceduto)
- Augusto Eduardo Nunes † (13 novembre 1884 - 18 settembre 1890 succeduto arcivescovo di Évora)
- Karol Hryniewiecki † (19 giugno 1891 - 14 aprile 1929 deceduto)
- Luigi Bondini, O.F.M.Conv. † (29 settembre 1929 - 18 dicembre 1936 deceduto)
- Giovanni Maria Emilio Castellani, O.F.M. † (25 marzo 1937 - 30 agosto 1953 deceduto)
- Salvatore Siino † (27 ottobre 1953 - 8 ottobre 1963 deceduto)
- Mario Casariego y Acevedo, C.R.S. † (12 novembre 1963 - 12 dicembre 1964 succeduto arcivescovo di Guatemala)
- Giuseppe Angelo Poli, O.F.M.Cap. † (19 novembre 1965 - 3 gennaio 1970 deceduto)